# Bayrischer Rummel

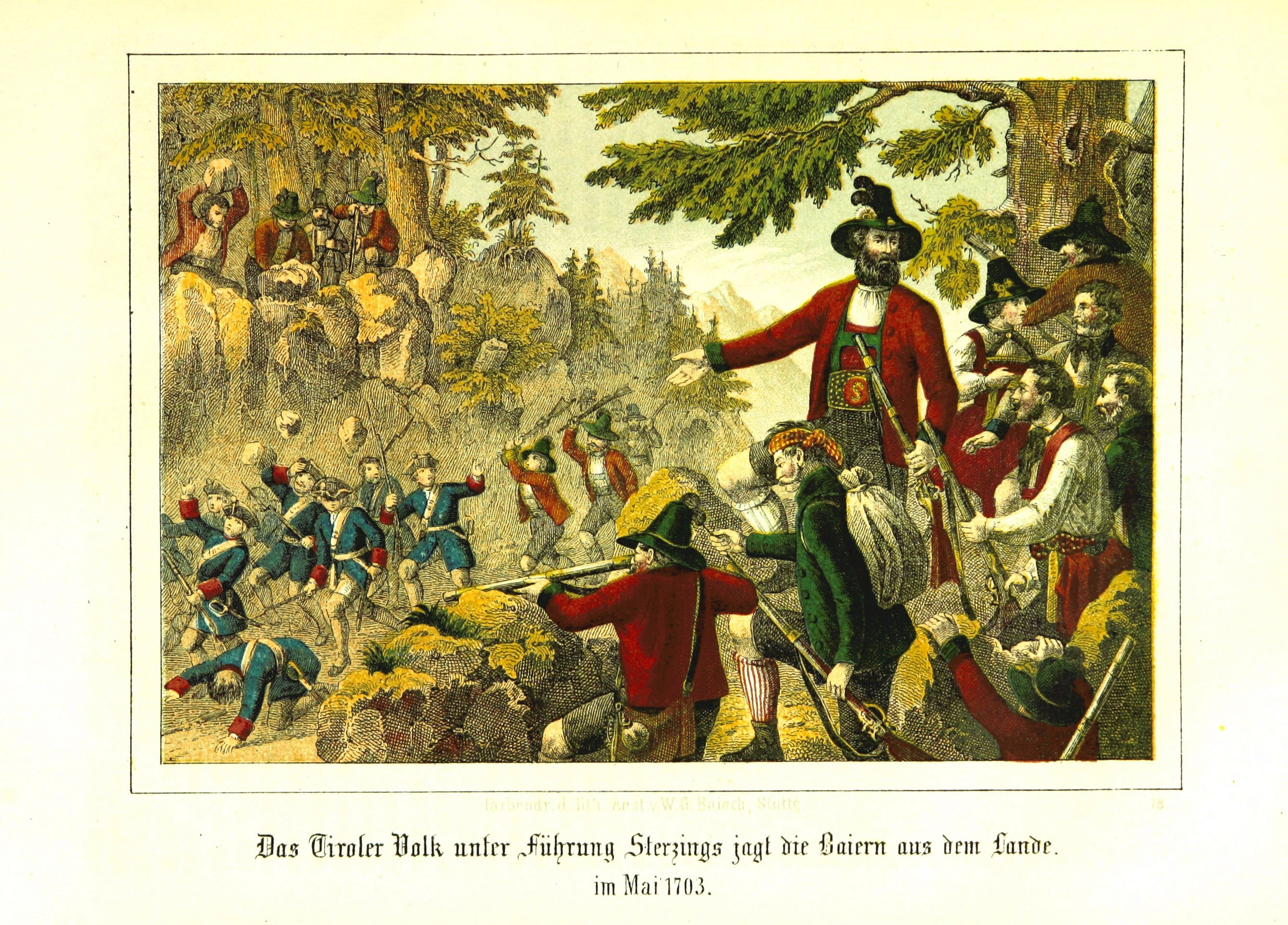
Das Tiroler Volk unter Führung Sterzings jagt die Baiern aus dem Lande im Mai 1703 aus Franz Lubojatzky: Deutschlands letztere drei Jahrhunderte ... (1858)

Bayrischer Rummel (auch: Boarischer Rummel) ist die verharmlosende Bezeichnung der kriegerischen Ereignisse, bei denen bayerische Truppen des Kurfürsten Max II. Emanuel im Rahmen des Spanischen Erbfolgekrieges 1703 in Tirol einfielen.

## Kriegsereignisse

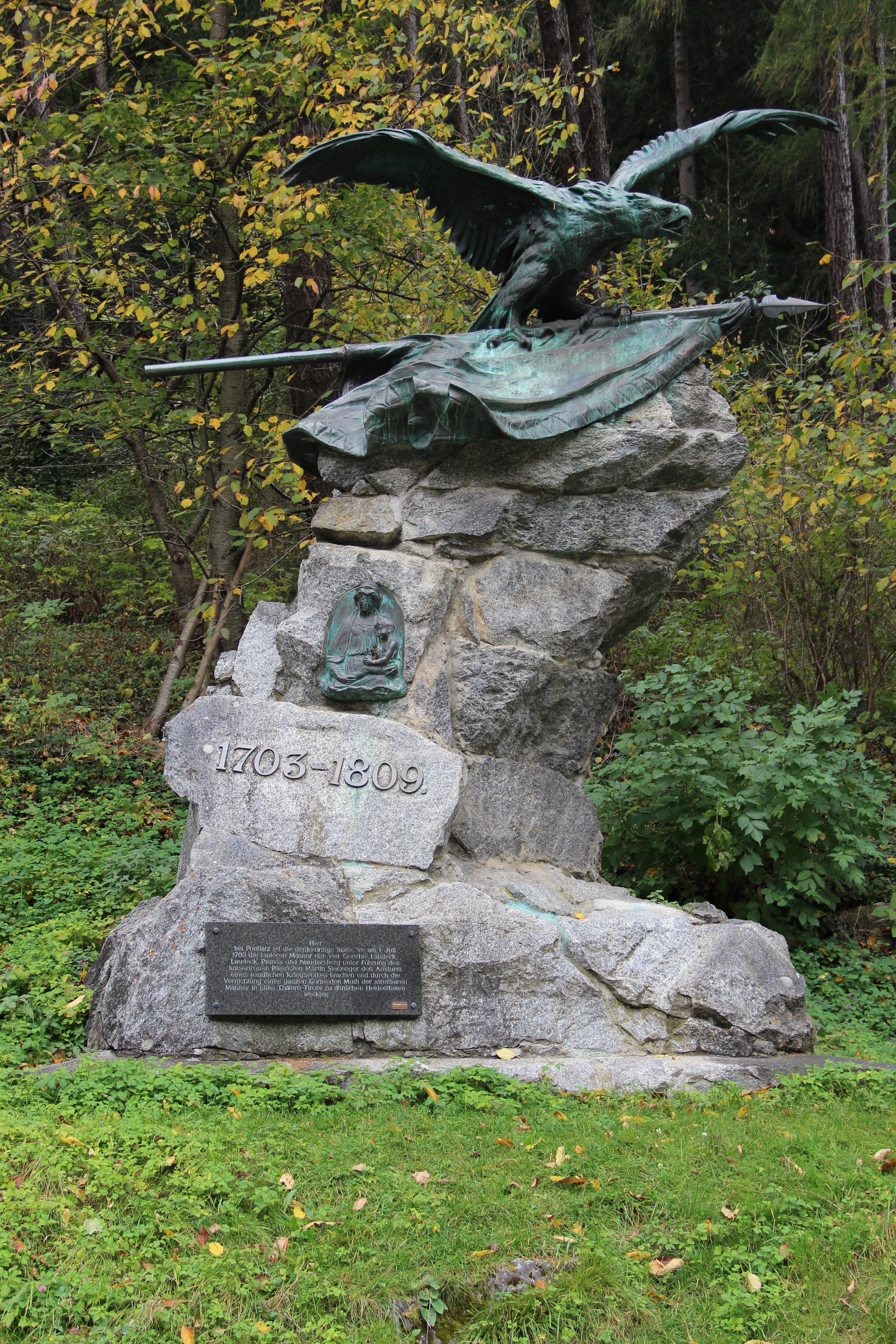
Denkmal bei der Pontlatzer Brücke

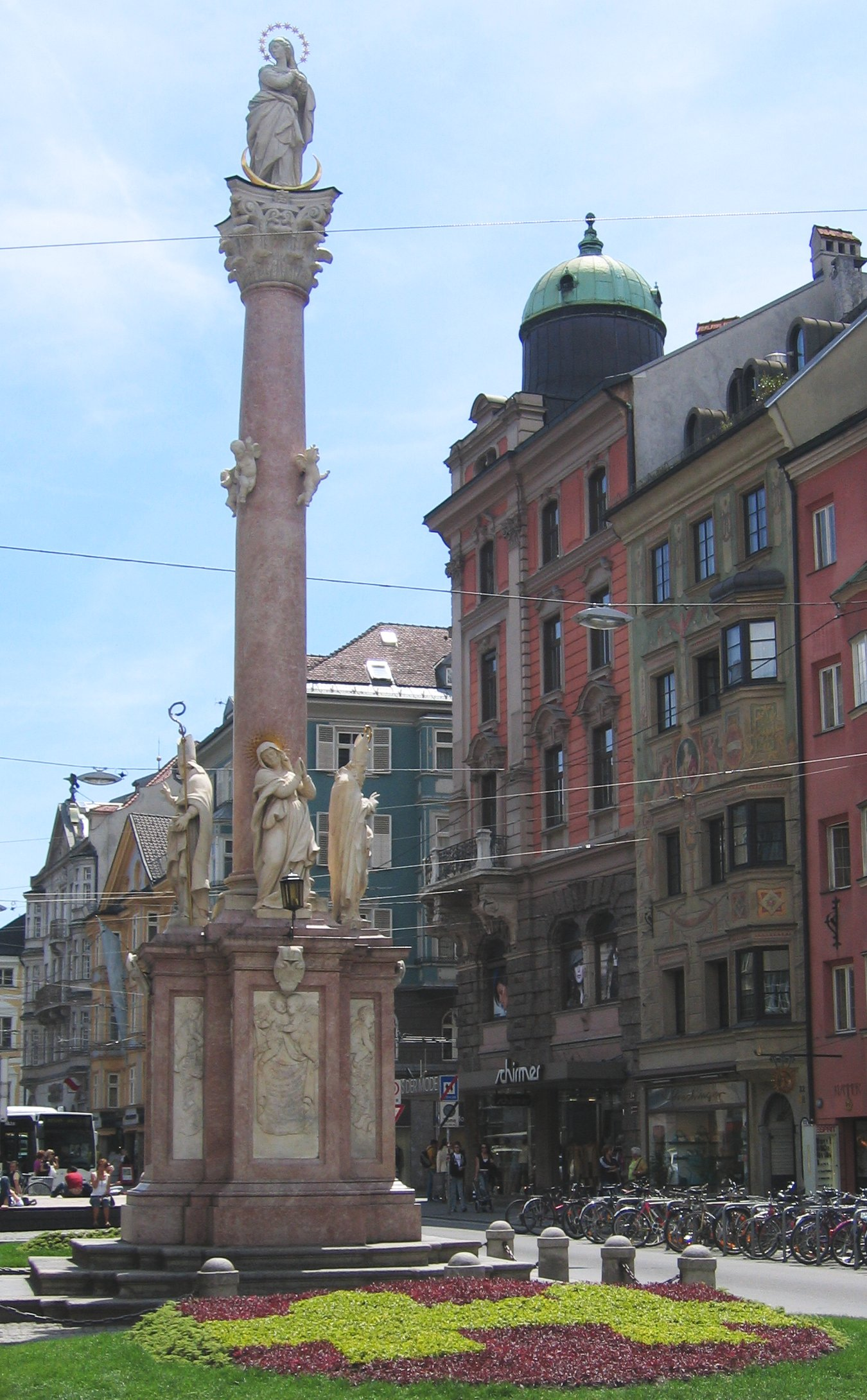
Die Annasäule in Innsbruck

Die bayerischen Truppen belagerten am 19. Juni 1703 Kufstein. In der Vorstadt brachen Brände aus, die auf die Stadt selbst übergriffen, diese zerstörten und das Pulverlager der als uneinnehmbar geltenden Festung erreichten. Die enormen Pulvervorräte explodierten und Kufstein kapitulierte am 20. Juni. Am selben Tag ergaben sich die Tiroler in Wörgl, zwei Tage später wurde Rattenberg eingenommen und Innsbruck am 25. Juni kampflos geräumt. Die Bayern wurden am 1. Juli an der Pontlatzer Brücke im obersten Inntal, ebenfalls am Brennerpass und bei Innsbruck von den Tirolern zurückgeschlagen. Am 26. Juli, dem Namenstag der hl. Anna, war Tirol wieder befreit und über Seefeld in Tirol zog sich Max Emanuel nach Bayern zurück. Die Tiroler verfolgten die flüchtenden Feinde bis nach Bayern, raubten, plünderten und steckten dort Klöster, Dörfer und Höfe in Brand.
Im Zuge von Bauarbeiten wurden im Jahr 2011 in Pfons im Wipptal Gräber entdeckt, die vermutlich von bayerischen Soldaten stammen, die nicht am Friedhof, sondern nahe dem Flussufer jeweils zu dritt bestattet wurden. Die Vermutungen beruhen auch auf Hinweisen, die in der Lokalchronik von Matrei am Brenner Erwähnung fanden.

## Tradierungen
Zum Dank für die Befreiung gelobten die Landstände im Jahre 1704 eine Annasäule zu errichten, die 1706 in Innsbruck aufgestellt wurde.
Der bayrische Rummel bildet – gemeinsam mit dem Freiheitskampf von 1809, von dem er im wissenschaftlichen wie öffentlichen Diskurs regelmäßig in den Schatten gedrängt zu werden pflegt – ein wichtiges Element des Tiroler Geschichtsbewusstseins sowie der Tiroler Identität und trug nachhaltig zur Konstruktion des Bildes vom „wehrhaften Tiroler Bauern“ bei.